# Mesosignum latum
Mesosignum latum är en kräftdjursart som beskrevs av Yakov Avadievich Birstein 1970. Mesosignum latum ingår i släktet Mesosignum och familjen Mesosignidae. Inga underarter finns listade i Catalogue of Life.